# Yabu
Yabu (jap. 養父市 Yabu-shi) – miasto w Japonii, na wyspie Honsiu, w prefekturze Hyōgo.

## Położenie
Miasto położone jest w północnej części prefektury Hyōgo w odległości około 80 km, na północny zachód od stolicy prefektury, Kobe. Powierzchnia miasta stanowi 5,1% powierzchni prefektury. Przez miasto przepływają rzeki: Maruyama, Yoka, Takinoya oraz Oya. Miasto graniczy z:
- Toyo'oką
- Asago
- Shisō

## Historia
Miasto powstało 1 kwietnia 2004 roku.